# Indian Wells Open 2018
L'Indian Wells Open 2018, noto come BNP Paribas Open per motivi di sponsorizzazione, è stato un torneo di tennis giocato su campi in cemento. È stata la 45ª edizione dell'Indian Wells Open maschile, faceva parte della categoria ATP Tour Masters 1000 nell'ambito dell'ATP World Tour 2018, e la 30ª edizione femminile, facente parte della categoria Premier Mandatory nell'ambito del WTA Tour 2018. Sia il torneo maschile sia quello femminile si sono tenuti all'Indian Wells Tennis Garden di Indian Wells, negli Stati Uniti, dal 5 al 18 marzo 2018.

## Partecipanti ATP

### Teste di serie
| Nazionalità          | Giocatore             | Ranking* | Testa di serie |
| -------------------- | --------------------- | -------- | -------------- |
| Svizzera             | Roger Federer         | 1        | 1              |
| Croazia              | Marin Čilić           | 3        | 2              |
| Bulgaria             | Grigor Dimitrov       | 4        | 3              |
| Germania             | Alexander Zverev      | 5        | 4              |
| Austria              | Dominic Thiem         | 6        | 5              |
| Argentina            | Juan Martín del Potro | 8        | 6              |
| Sudafrica            | Kevin Anderson        | 9        | 7              |
| Stati Uniti          | Jack Sock             | 10       | 8              |
| Francia              | Lucas Pouille         | 12       | 9              |
| Serbia               | Novak Đoković         | 13       | 10             |
| Spagna               | Pablo Carreño Busta   | 14       | 11             |
| Rep. Ceca            | Tomáš Berdych         | 15       | 12             |
| Spagna               | Roberto Bautista Agut | 16       | 13             |
| Argentina            | Diego Schwartzman     | 17       | 14             |
| Stati Uniti          | John Isner            | 18       | 15             |
| Italia               | Fabio Fognini         | 19       | 16             |
| Australia            | Nick Kyrgios          | 20       | 17             |
| Stati Uniti          | Sam Querrey           | 21       | 18             |
| Spagna               | Albert Ramos Viñolas  | 22       | 19             |
| Francia              | Adrian Mannarino      | 23       | 20             |
| Regno Unito          | Kyle Edmund           | 24       | 21             |
| Giappone             | Kei Nishikori         | 25       | 22             |
| Corea del Sud        | Chung Hyeon           | 26       | 23             |
| Lussemburgo          | Gilles Müller         | 27       | 24             |
| Serbia               | Filip Krajinović      | 28       | 25             |
| Bosnia ed Erzegovina | Damir Džumhur         | 30       | 26             |
| Russia               | Andrej Rublëv         | 31       | 27             |
| Spagna               | Feliciano López       | 32       | 28             |
| Spagna               | David Ferrer          | 33       | 29             |
| Uruguay              | Pablo Cuevas          | 34       | 30             |
| Germania             | Philipp Kohlschreiber | 37       | 31             |
| Canada               | Milos Raonic          | 38       | 32             |

* Ranking al 5 marzo 2018.

### Altri partecipanti
I seguenti giocatori hanno ricevuto una wild card per il tabellone principale:
- Alex de Minaur
- Ernesto Escobedo
- Bradley Klahn
- Reilly Opelka
- Tennys Sandgren

I seguenti giocatori sono entrati nel tabellone principale passando dalle qualificazioni:

- Vasek Pospisil
- Mitchell Krueger
- Evan King
- Nicolas Mahut
- Marcos Baghdatis
- Ričardas Berankis
- Peter Polansky
- Tarō Daniel
- Yuki Bhambri
- Cameron Norrie
- Félix Auger-Aliassime
- Tim Smyczek

Il seguente giocatore è entrato in tabellone come lucky loser:
- Dudi Sela
- Matteo Berrettini
- Ruben Bemelmans

### Ritiri
Prima del torneo
- Aljaž Bedene → sostituito da  Michail Južnyj
- Aleksandr Dolhopolov → sostituito da  Ivo Karlović
- Guillermo García López → sostituito da  Maximilian Marterer
- Richard Gasquet → sostituito da  Lukáš Lacko
- David Goffin → sostituito da  Nicolás Kicker
- Robin Haase → sostituito da  Radu Albot
- Denis Istomin → sostituito da  Dudi Sela
- Nick Kyrgios → sostituito da  Matteo Berrettini
- Paolo Lorenzi → sostituito da  Stefanos Tsitsipas
- Lu Yen-hsun → sostituito da  Taylor Fritz
- Florian Mayer → sostituito da  Frances Tiafoe
- Andy Murray → sostituito da  Víctor Estrella Burgos
- Rafael Nadal → sostituito da  Marius Copil
- Kei Nishikori → sostituito da  Ruben Bemelmans
- Andreas Seppi → sostituito da  Márton Fucsovics
- Jo-Wilfried Tsonga → sostituito da  Laslo Ðere
- Stan Wawrinka → sostituito da  Jérémy Chardy

Durante il torneo
- Marcos Baghdatis
- Nikoloz Basilašvili
- Gaël Monfils
- Dominic Thiem

## Partecipanti WTA

### Teste di serie
| Nazionalità | Giocatrici               | Ranking* | Testa di serie** |
| ----------- | ------------------------ | -------- | ---------------- |
| Romania     | Simona Halep             | 1        | 1                |
| Danimarca   | Caroline Wozniacki       | 2        | 2                |
| Spagna      | Garbiñe Muguruza         | 3        | 3                |
| Ucraina     | Elina Svitolina          | 4        | 4                |
| Rep. Ceca   | Karolína Plíšková        | 5        | 5                |
| Lettonia    | Jeļena Ostapenko         | 6        | 6                |
| Francia     | Caroline Garcia          | 7        | 7                |
| Stati Uniti | Venus Williams           | 8        | 8                |
| Rep. Ceca   | Petra Kvitová            | 9        | 9                |
| Germania    | Angelique Kerber         | 10       | 10               |
| Regno Unito | Johanna Konta            | 11       | 11               |
| Germania    | Julia Görges             | 12       | 12               |
| Stati Uniti | Sloane Stephens          | 13       | 13               |
| Francia     | Kristina Mladenovic      | 14       | 14               |
| Stati Uniti | Madison Keys             | 15       | 15               |
| Australia   | Ashleigh Barty           | 16       | 16               |
| Stati Uniti | Coco Vandeweghe          | 17       | 17               |
| Slovacchia  | Magdaléna Rybáriková     | 18       | 18               |
| Russia      | Svetlana Kuznecova       | 19       | 19               |
| Russia      | Dar'ja Kasatkina         | 20       | 20               |
| Lettonia    | Anastasija Sevastova     | 21       | 21               |
| Belgio      | Elise Mertens            | 22       | 22               |
| Russia      | Anastasija Pavljučenkova | 23       | 23               |
| Russia      | Elena Vesnina            | 24       | 24               |
| Rep. Ceca   | Barbora Strýcová         | 25       | 25               |
| Australia   | Dar'ja Gavrilova         | 26       | 26               |
| Spagna      | Carla Suárez Navarro     | 27       | 27               |
| Estonia     | Anett Kontaveit          | 28       | 28               |
| Paesi Bassi | Kiki Bertens             | 29       | 29               |
| Slovacchia  | Dominika Cibulková       | 30       | 30               |
| Polonia     | Agnieszka Radwańska      | 32       | 31               |
| Cina        | Zhang Shuai              | 33       | 32               |

* Ranking al 5 marzo 2018.

** Teste di serie al 26 febbraio 2018.

### Altre partecipanti
Le seguenti giocatrici hanno ricevuto una wild card per il tabellone principale:
- Amanda Anisimova
- Viktoryja Azaranka
- Eugenie Bouchard
- Danielle Collins
- Kayla Day
- Caroline Dolehide
- Claire Liu
- Sof'ja Žuk

La seguente giocatrice è entrata in tabellone grazie al ranking protetto:
- Serena Williams

Le seguenti giocatrici sono entrate nel tabellone principale passando dalle qualificazioni:

- Sachia Vickery
- Hsieh Su-wei
- Monica Niculescu
- Kurumi Nara
- Madison Brengle
- Lara Arruabarrena
- Sofia Kenin
- Yanina Wickmayer
- Vera Zvonarëva
- Duan Yingying
- Taylor Townsend
- Sara Sorribes Tormo

### Ritiri
Prima del torneo
- Margarita Gasparjan → sostituito da  Belinda Bencic
- Camila Giorgi → sostituito da  Pauline Parmentier
- Ana Konjuh → sostituito da  Kaia Kanepi
- Mirjana Lučić-Baroni → sostituito da  Alison Van Uytvanck
- Peng Shuai → sostituito da  Verónica Cepede Royg
- Lucie Šafářová → sostituito da  Petra Martić
- Laura Siegemund → sostituito da  Lauren Davis

Durante il torneo
- Kateřina Siniaková
- Carina Witthöft

## Punti
| Torneo              | V    | F   | SF  | QF  | 4T   | 3T   | 2T   | 1T   | Q    | Q2   | Q1   |
| Singolare maschile  | 1000 | 600 | 360 | 180 | 90   | 45   | 25*  | 10   | 16   | 8    | 0    |
| Doppio maschile     | 1000 | 600 | 360 | 180 | 90   | 0    | N.D. | N.D. | N.D. | N.D. | N.D. |
| Singolare femminile | 1000 | 650 | 390 | 215 | 120  | 65   | 35*  | 10   | 30   | 20   | 2    |
| Doppio femminile    | 1000 | 650 | 390 | 215 | N.D. | N.D. | 120  | 10   | N.D. | N.D. | N.D. |

* I giocatori con un bye ricevono i punti del primo turno.

## Montepremi
| Event               | V          | F        | SF       | QF       | 4T      | 3T      | 2T      | 1T      | Q2     | Q1     |
| Singolare maschile  | $1,340,860 | $654,380 | $327,965 | $167,195 | $88,135 | $47,170 | $25,465 | $15,610 | $4,650 | $2,380 |
| Singolare femminile | $1,340,860 | $654,380 | $327,965 | $167,195 | $88,135 | $47,170 | $25,465 | $15,610 | $4,650 | $2,380 |
| Doppio maschile     | $439,350   | $214,410 | $107,470 | $54,760  | N.D.    | N.D.    | $28,880 | $15,460 | N.D.   | N.D.   |
| Doppio femminile    | $439,350   | $214,410 | $107,470 | $54,760  | N.D.    | N.D.    | $28,880 | $15,460 | N.D.   | N.D.   |

## Campioni

### Singolare maschile
Juan Martín del Potro ha battuto in finale  Roger Federer con il punteggio di 6-4, 6(8)–7, 7–6(2).
- È il ventiduesimo ed ultimo titolo in carriera per del Potro, il secondo della stagione.

### Singolare femminile
Naomi Ōsaka ha battuto in finale  Dar'ja Kasatkina con il punteggio di 6-3, 6-2.
- È il primo titolo in carriera per la Ōsaka.

### Doppio maschile
John Isner /  Jack Sock hanno battuto in finale  Bob Bryan /  Mike Bryan con il punteggio di 7–6(4), 7–6(2).

### Doppio femminile
Hsieh Su-wei /  Barbora Strýcová hanno battuto in finale  Ekaterina Makarova /  Elena Vesnina con il punteggio di 6-4, 6-4.